# Le Mesnil-Garnier
 Le Mesnil-Garnier  es una población y comuna francesa, situada en la región de Baja Normandía, departamento de Mancha, en el distrito de Coutances y cantón de Gavray.

## Demografía
| 387 | 332 | 303 | 256 | 260 | 233 |
| Para los censos de 1962 a 1999 la población legal corresponde a la población sin duplicidades (Fuente: INSEE [Consultar]) |     |     |     |     |     |